# Nikol Kratochvílová
Nikol Kratochvílová (* 9. ledna 1991, Znojmo) je česká herečka.
Vystudovala Dvojjazyčné gymnázium Dr. Karla Polesného ve Znojmě, poté brněnskou JAMU (oboru muzikálového herectví). Od roku 2014 je v angažmá v Městském divadle Brno.

## Role v Městském divadle Brno
- Company – Mary Poppins
- Company – Zorro
- Čtyři Američanky a další role – Ostrov pokladů
- Vize, 9. Čarodějka, 4. Svatebčanka, 2. Panička, 7. Obyvatelka Ashtonu, Mořská panna, 1. Čarodějka, 1. Showgirl, 1. Cowboyka – Velká ryba (Big Fish)
- Herci ochotnického souboru, také Operní sbor – Proč bychom se netěšili na Smetanu
- Předkové Addamsovi – The Addams Family
- Tetička Edith – Heidi
- Ďáblice a Ženy v Eastwicku – Čarodějky z Eastwicku